# 伊号第四十八潜水艦
伊号第四十八潜水艦（いごうだいよんじゅうはちせんすいかん、旧字体：伊號第四十八潜水艦）は、日本海軍の潜水艦。伊十六型潜水艦（巡潜丙型）の8番艦。

## 艦歴
1941年（昭和16年）の昭和17年度計画（マル急計画）により、佐世保海軍工廠で1943年（昭和18年）6月19日起工、12月12日進水、12月22日に艦艇類別等級別表に加えられ、1944年（昭和19年）9月5日に竣工した。横須賀鎮守府籍となり、訓練部隊の第六艦隊第11潜水戦隊に編入。
12月7日、第15潜水隊に編入。
翌1945年、大津島に移動。1月9日に大津島を出港し、回天特別攻撃隊(金剛隊)としてウルシー環礁へ向け出港していくのを最後に消息不明。
アメリカ側の記録によると、1月21日1930、ウルシー西方沖で哨戒中の米飛行艇マリナーがウルシーへ向け18ノットで浮上航走中の潜水艦を発見。同機はこの国籍不明の潜水艦に応答を求めたところ、急速潜航していったため爆雷2発とMk24電池式音響探知魚雷を投下した。哨戒機からの通報を受け、米護衛駆逐艦コーベジアーとコンクリン、ラビーの3隻が差し向けられた。23日0310、ヤップ島北東15浬地点付近でコーベジアーのレーダーが自艦から約9km離れた海域で光点を示した。その光点は18ノットで動いているようだった。0336、その光点が消えたため、潜航した潜水艦であると判断したコーベジアーは潜水艦を捜索。その結果聴音が行動中の潜水艦を探知し、ヘッジホッグによる攻撃を開始。まもなく、コンクリンとラビーも合流した。3隻で攻撃を続けているうち、潜水艦を見失ってしまう。0902、コーベジアーは再度潜水艦を探知し、ヘッジホッグを投下。0912にも潜水艦を聴音で探知し、ヘッジホッグを投下。0934、コーベジアーが再度ヘッジホッグを投下してから17秒後、同艦から約500m離れた位置の深度53mの地点でヘッジホッグが爆発する4・5回の爆発音を聴取。0936、海中で大爆発音がした。その爆発は激しく、コンクリンの機関と舵が一時使用不能になるほどだった。大きな気泡、次いで重油と潜水艦のものと思われる破片、日本兵と思われる死体が浮かんできた。コンクリンは浮遊する木の板や木片、コルク片、ニスが塗られた木製の内装品、「中身入り」の手編みの青いセーターの袖、本、箸を回収した。これが伊48の最期であり、艦長の当山全信少佐以下、回天搭乗員4名を含む乗員112名全員戦死。沈没地点はウルシ―西方18浬地点付近、北緯09度55分 東経138度17分 / 北緯9.917度 東経138.283度。
1月21日喪失認定。5月10日除籍。

## 歴代艦長
※『艦長たちの軍艦史』420頁による。

### 艤装員長
- 当山全信 少佐：1944年6月10日 -

### 艦長
- 当山全信 少佐：1944年9月5日 - 1945年1月23日戦死